# Underneath the Tree
Underneath the Tree是美國歌手凱莉·克萊森的歌曲，收錄在她的第六張錄音室專輯兼首張聖誕專輯《紅色耶誕》（2013年）。她與歌曲的製作人格萊格·科爾斯汀共同創作出歌曲。這是一首唱出在節日間相伴的感激之情的聖誕主題歌曲，並在所愛的人比喻為「在圣诞树下」的唯一需要禮物。歌曲包含不同的樂器聲，並主要結合聲牆效果處理與馬鈴及鐘聲以製造節日氣氛。Underneath the Tree於2013年11月5日由RCA唱片派往成人当代音乐電台以作為專輯的主打單曲發行。
Underneath the Tree在發行後獲得各個音樂評論家的一致好評，包括讚賞它為《紅色耶誕》的亮點以及潛在的模範聖誕標準曲。他們將歌曲與瑪麗亞·凱莉1994年的聖誕曲你是我最想要的聖誕禮物作正面比較。歌曲最高登上《告示牌》全球二百大單曲榜第8位，以及奧地利、加拿大、德國、立陶宛和荷蘭單曲榜前10位，並打進匈牙利、愛爾蘭、葡萄牙、斯洛伐克、英國和美國單曲榜前20位。歌曲獲得丹麥與英國的白金唱片認證，以及澳洲與挪威的金唱片認證。Underneath the Tree在2021年獲美国作曲家、作家和发行商协会稱為廿一世紀發行的最受歡迎聖誕曲。
歌曲的音樂錄影帶由英國導演希米殊·咸美頓拍攝，內容來自拉斯維加斯威尼斯人酒店舉行的電視特輯《凱莉·克萊森的警世聖誕音樂童話故事》。除了該電視特輯外，克萊森也在多場電視節目上演唱歌曲，包括《吉米·法倫今夜秀》與美國歌唱比賽節目《美國之聲》。

## 製作與詞曲
克萊森在錄製精選輯《星光十年 傳奇精選》的新曲後，便在2012年年底開始與她的唱片公司RCA唱片討論計劃將個人第六張錄音室專輯作為聖誕作品發行，並在同期開始創作原創聖誕歌曲。她找來過往曾經合作的格萊格·科爾斯汀一起創作專輯，並共同創作出Underneath the Tree與4 Carats。Underneath the Tree由科爾斯汀製作，他亦在歌曲中演奏美樂特朗電子琴與錢柏林電子琴等大部分樂器，以產生菲尔·斯佩克特的聲牆效果處理－《告示牌》與HitFix均在歌曲中留意到這種聲音。他亦讓克萊森為歌曲錄製所有聲樂，連同歌曲的和聲。她表示這是全新的體驗：「我從未做過像這樣的事－為自己錄製所有和聲，就像成為自己的合唱團一樣」。
Underneath the Tree是一首快板的大樂團風格聖誕、流行曲，由克萊森與科爾斯汀共同創作。這是《紅色耶誕》五首原創新曲的其中之一。根據EMI音樂出版在Musicnotes出版的樂譜資料，歌曲以降E大調創作，而人声音域則從最低的E♭4從最高的G5。除了聲牆的聲音外，歌曲亦主要包括馬鈴與鐘樂等樂器的聲音，而橋段也加入了一段上低音薩克斯風獨奏。

## 發行
2013年10月18日，克萊森在個人Vevo頻道上公開了Underneath the Tree。2013年11月5日，RCA唱片把歌曲派往美國當代成人電台作為單曲發行，並計劃把作品派往主流流行電台。歌曲在2013年11月22日於英國提供線上下載，並在同年12月9日於美國提供線上下載。包括數首重混版本的歌曲線上迷你專輯其後在同月17日作國際發行。

## 專業評價
Underneath the Tree在發行後獲得各個音樂評論家的一致好評，包括讚賞它為《紅色耶誕》的亮點以及潛在的模範聖誕標準曲。《告示牌》的瑪麗莎·福克斯稱它為專輯中的「最大驚喜」，並形容這是克萊森以達琳·洛芙風格聲樂驅動的樂天歌曲。《洛杉磯時報》的邁克爾·伍德形容它為非凡的歡快單曲。《鄉村風味》的克里斯蒂娜·文森評論歌曲「有著聖誕曲需要的所有：爵士大樂團風格的聲音、薩克斯風與鐘樂聲，全都封存在一首樂天與動聽易記的節日歌曲」，並指克萊森的「強力聲樂恰如所需地與亮麗的製作與和聲相抵」而使她「閃閃生輝」。Idolator的卡爾·威利奧特指歌曲「聽起來非常熟悉－雪橇鈴、感嘆寂寞的聖誕節、薩克斯風獨奏－但配上緊密盤繞的鈎人部分以及克萊森傑出的聲樂，使整體顯得充滿活力」。《波士頓環球報》的莎拉·羅德曼稱它是專為雪車配樂的蹦跳咕嚕歌曲，並稱讚它為專輯最出色的歌曲。

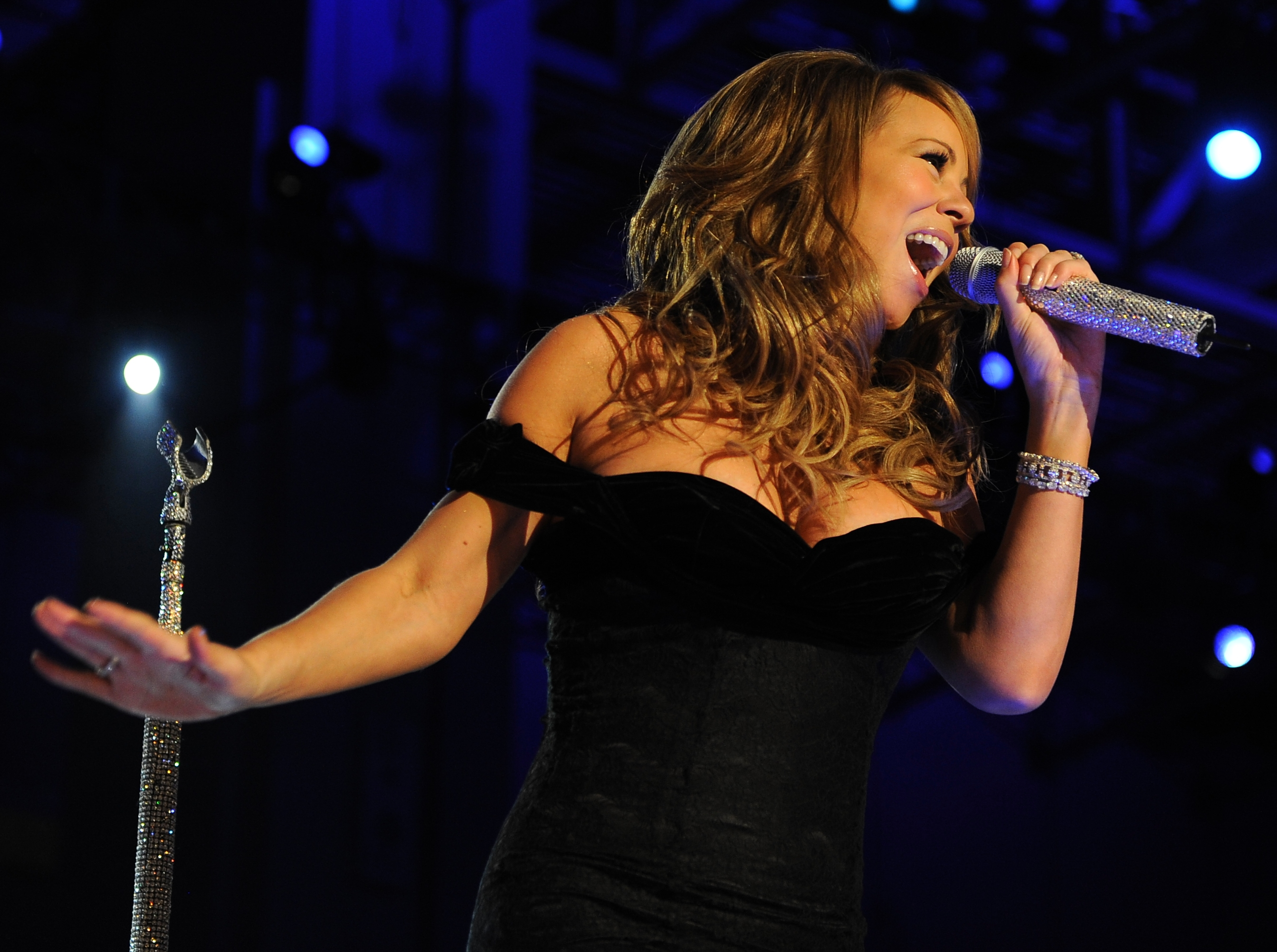
樂評家將與瑪麗亞·凱莉（圖）原唱的1994年聖誕曲作正面比較

音樂評論家亦將歌曲與瑪麗亞·凱莉的現代經典聖誕歌曲你是我最想要的聖誕禮物（1994年）作正面比較，RCA的總裁彼得·艾吉亦指凱莉的作品是歌曲的靈感來源。威利奧亦認為Underneath the Tree強大得足以像凱莉的你是我最想要的聖誕禮物與超級男孩的Merry Christmas, Happy Holidays般進入現代模範聖誕曲的殿堂。音樂電視網新聞的珍娜·海莉·魯本斯坦評論：「如果我們夠勇敢說出來的話，那絕對是與其他完美聖誕原創作品同等級別－就是在說凱莉的你是我最想要的聖誕禮物」。《偏锋杂志》的薩爾·琴奎馬尼指出兩曲間的相似主題，而Underneath the Tree則很有可能成為克萊森的當代標準曲。《獨立報》的休·蒙哥馬利稱Underneath the Tree「在各方面上都是優勝者」。

## 商業成績
Underneath the Tree自2013年發行後每年皆會回到排行榜。在《紅色耶誕》發行當週，歌曲在2013年11月16日作為專輯曲打進《告示牌》節日數碼歌曲榜第4位。在作為單曲發行後，歌曲於2013年12月28日當週最高登上榜單第3位。在派往成人当代音乐電台作單曲發行後，歌曲在2013年11月23日當週空降《告示牌》成人當代歌曲榜第21位，並在三週後登上冠軍，成為她於該榜第三首冠軍單曲，也是她自堅定不移（2012年）的第一首。歌曲在同週打進《告示牌》百強節日歌曲榜第34位，成為她自I'll Be Home for Christmas（2011年）後個人總共第二首打進該榜的歌曲。歌曲在兩週後最高登上榜單第10位。在2013年12月21日當週，歌曲空降《告示牌》百強單曲榜第92位，並在2014年1月4日當週升上第78位。歌曲在2018年重新回到該榜第44位，並在2019年回到該榜第31位的新高。歌曲在一年後回到該榜第30位，並在三週後登上第12位的新高。
在國際排行榜上，Underneath the Tree成功打進奧地利、加拿大、捷克共和國、德國、匈牙利、愛爾蘭、拉脫維亞、荷蘭、斯洛伐克、瑞士和英國單曲榜前40位。歌曲在2013年12月21日當週空降《告示牌》加拿大百強單曲榜第41位，並在次週最高登上第28位。歌曲在2013年12月14日當週空降英國單曲排行榜第79位，並在2013年12月28日當週登上第30位。歌曲在發行七年後回榜並最高登上榜單第15位。歌曲在2021年9月已經在當地達到780,000張銷量。歌曲在2014年空降奧地利Ö3四十強音樂榜第68位，並在四年後最高登上榜單第26位。在荷蘭，歌曲於2013年12月14日當週空降Mega五十強單曲榜第38位，其後在2013年12月28日最高登上第34位。歌曲在同週打進荷蘭百大單曲榜第85位，其後最高登上第69位。Underneath the Tree打進荷蘭四十強單曲榜第26位，成為她自2009年最高登上榜單第19位的絕不勾搭約四年後打進榜單前40位的單曲。歌曲在次週最高登上榜單第25位。歌曲於2013年11月9日當週空降南韓Gaon單曲榜第77位以及Gaon國際單曲榜第2位。在日本，歌曲於2014年1月4日當週空降熱門百強單曲榜第84位，並總共在榜單逗留了兩週。Underneath the Tree在2017年打進德國、愛爾蘭與瑞士多個國際榜單。歌曲在2019年空降澳洲單曲榜第54位。

## 音樂錄影帶
在《紅色耶誕》推出前夕，RCA唱片發布Underneath the Tree的動畫歌詞錄影帶，當中包括溜冰、被白雪覆蓋的小鎮，以及大量聖誕樹場景。錄影帶發布後獲得正面評價，當中Idolator的薩姆·蘭斯基形容它為「歌曲的美好附屬視覺材料，為原本已經歡騰的情緒更添活力」。歌曲的官方音樂錄影帶由希米殊·咸美頓執導，於2013年12月3日在Vevo發布，來自克萊森於全国广播公司的電視特輯《凱莉·克萊森的警世聖誕音樂童話故事》歌曲表演。

## 現場表演與媒體使用
克萊森在不同電視節目上演唱過Underneath the Tree。她於2013年11月26日在《今天》帶來歌曲的首場現場表演。有別於音樂錄影帶裡的《凱莉·克萊森的警世聖誕音樂童話故事》表演，電視特輯實際播映了克萊森的另一場歌曲表演，為她在一眾小孩的陪同下演唱出歌曲的表演。她亦在2013年12月3日在美國歌唱比賽節目《美國之聲》的第五季上演唱歌曲。她在2013年12月5日分別於《艾倫·狄珍妮秀》以及《吉米·法倫今夜秀》上演唱歌曲。克萊森於2016年在華特迪士尼世界度假區舉辦的電視特輯《迪士尼奇妙世界：魔幻節日慶典》上演唱歌曲，而這場表演的音訊其後則被節日喜劇電影《聖誕搞轟趴》使用。2019年12月，克萊森在個人脫口秀《凱莉·克萊森秀》上表演，作為「凱莉OK」環節的其中一部分。

## 價值與地位
《今日美國》的布萊恩·曼斯菲爾德報導Underneath the Tree為美國電台在2013年播放次數最高的新聖誕歌。美国作曲家、作家和发行商协会公開的報告中顯示Underneath the Tree為2015年、2018年與2019年成績最好的新原創節日歌曲。營銷策展公司PlayNetwork的報告亦顯示這是購物顧客在2015年節日期間少數聽到的原創新曲之一《Pitchfork》的撰稿人格雷森·哈弗·柯林在2017年撰寫關於結他手約翰·法希的聖誕音樂的社论对页版時，便提到他採樣了Underneath the Tree與你是我最想要的聖誕禮物這些「聖誕經典新曲」。Genius的的內容指導伊麗莎·白米爾奇在接受《Vogue》採訪時便指歌曲為「最近期嘗試取下你是我最想要的（All I Want）皇冠的事物」，而《华盛顿邮报》的艾莉森·斯圖爾特亦指歌曲就像是你是我最想要的聖誕禮物近親一樣。《亞特蘭大憲法報》在2019年公開的Mediabase報告顯示Underneath the Tree是他們前50名播放次數最高的歌曲中唯一在近20年內發行的新曲，而其他歌曲多數都是1940年代至1960年代發行。
在一份排行從1967年起每年最佳節日歌曲的回顧性列表中，《告示牌》的編輯把Underneath the Tree評為2013年的年度最佳節日歌曲。《告示牌》在2019年重設百強節日歌曲榜時，表示Underneath the Tree為廿一世紀發行歌曲中唯一打進榜單前20位的歌曲。《石英财经网》的丹·科普夫在2019年公開的數據分析中指出根據歌曲的榜單表現，它可能成為你是我最想要的聖誕禮物的繼任作品。多項出版物均在不同年間把Underneath the Tree列入它們的最佳聖誕歌曲排名列表：
| - 第1位 – 《Bustle》，16首酷極的聖誕流行曲 - 第1位 – 《柯夢波丹》，17首棒極的聖誕流行曲 - 第1位 – 《都市日報》，2010年代最佳聖誕流行曲 - 第2位 – 《The Varsity》，你需要加進節日播放列表的10首歌曲 - 第7位 – 《O：歐普拉雜誌》，史上50佳聖誕曲 | - 第9位 – 《紅皮書》，史上50佳聖誕曲 - 第18位 – 《男士健康》，史上50佳聖誕流行曲 - 第23位 – 《Good Housekeeping》，40佳現代聖誕曲 - 第33位 – 《田園家居》，史上60佳聖誕曲 - 第33位 – 《超時》，史上50佳聖誕曲 |

## 歌曲列表
| 線上下載－單曲 | 線上下載－單曲      | 線上下載－單曲 |
| 曲序           | 曲目                | 时长           |
| -------------- | ------------------- | -------------- |
| 1.             | Underneath the Tree | 3:49           |

| 線上下載－重混迷你專輯 | 線上下載－重混迷你專輯                                            | 線上下載－重混迷你專輯 |
| 曲序                   | 曲目                                                              | 时长                   |
| ---------------------- | ----------------------------------------------------------------- | ---------------------- |
| 1.                     | Underneath the Tree（Cutmore Christmas Sleigh Ride Radio Mix）    | 3:56                   |
| 2.                     | Underneath the Tree（Morlando Radio Mix）                         | 3:47                   |
| 3.                     | Underneath the Tree（Cutmore Christmas Sleigh Ride Extended Mix） | 6:24                   |
| 4.                     | Underneath the Tree（Morlando Remix）                             | 5:41                   |

## 製作名單
資料來自《紅色耶誕》的內頁。
錄製
- 製作（迴音錄音室，洛杉磯，加利福尼亞州）

人員名單

| - 全聲樂 – 凱莉·克萊森 - 工程 – 傑斯·夏特金 - 電貝斯、鼓樂、工程、結他、號樂器編排、鍵盤、製作與編程 – 格萊格·科爾斯汀 | - 混音 – 塞爾邦·加納 - 混音工程 – 約翰·漢內斯 - 柔音號、行進圓號、薩克斯風（次中音、上低音）、長號、小號 – 大衛·拉利克 |

## 榜單排行
| 榜單（2013年－2022年）                   | 最高 位置 |
| ---------------------------------------- | --------- |
| 澳洲（澳大利亚唱片业协会榜）             | 24        |
| 奥地利（Ö3四十强单曲榜）                 | 9         |
| 比利时佛兰德（Ultratip榜外單曲榜）       | 27        |
| 比利時華隆（Ultratop回顧單曲榜）         | 10        |
| 加拿大（Canadian Hot 100）               | 9         |
| 加拿大（《告示牌》Canada AC）            | 1         |
| 加拿大（《告示牌》Canada Hot AC）        | 41        |
| 独联体（Tophit独联体电台榜）             | 211       |
| 捷克（百強數位單曲榜）                   | 24        |
| 丹麥（Hitlisten单曲榜）                  | 31        |
| 法國（法國唱片出版業公會）               | 86        |
| 德国（德國官方單曲榜）                   | 9         |
| 全球（Billboard Global 200）             | 8         |
| 希臘（國際唱片業協會希臘分會數碼歌曲榜） | 13        |
| 匈牙利（四十强电台榜）                   | 27        |
| 匈牙利（四十強單曲榜）                   | 11        |
| 匈牙利（四十強串流榜）                   | 7         |
| 愛爾蘭（愛爾蘭唱片音樂協會单曲榜）       | 15        |
| 意大利（意大利音乐产业联盟单曲榜）       | 56        |
| 日本（Japan Hot 100）                    | 84        |
| 拉脫維亞（國際唱片業協會）               | 23        |
| 立陶宛（AGATA）                          | 9         |
| 荷兰（荷蘭四十強單曲榜）                 | 25        |
| 荷蘭（Mega五十強單曲榜）                 | 34        |
| 荷兰（百强单曲榜）                       | 8         |
| 挪威（世道單曲榜）                       | 36        |
| 波蘭（波蘭百大電台榜）                   | 91        |
| 葡萄牙（葡萄牙唱片業協會单曲榜）         | 15        |
| 蘇格蘭（官方榜单公司單曲榜）             | 24        |
| 斯洛伐克（百強數位單曲榜）               | 17        |
| 南非（南非唱片工业协会）                 | 54        |
| 南韓（Gaon）                             | 69        |
| 西班牙（西班牙音樂製作協會）             | 72        |
| 瑞典（瑞典最熱榜）                       | 54        |
| 瑞士（瑞士热门音乐榜）                   | 11        |
| 英國（官方榜单公司單曲榜）               | 15        |
| 美国（《告示牌》百大單曲榜）             | 12        |
| 美國（《告示牌》成人當代單曲榜）         | 1         |
| 美國（《告示牌》成人四十強單曲榜）       | 34        |
| 美國（《告示牌》百強節日歌曲榜）         | 8         |
| 美國（《滾石》百強單曲榜）               | 11        |

| 榜單（2013年）           | 位置 |
| ------------------------ | ---- |
| 荷蘭（荷蘭四十強單曲榜） | 212  |
| 南韓（Gaon國際單曲榜）   | 113  |

| 榜單（2014年）                       | 位置 |
| ------------------------------------ | ---- |
| 荷蘭（荷蘭四十強單曲榜）             | 161  |
| 美國（《告示牌》Adult Contemporary） | 43   |

| 榜單（2020年）         | 位置 |
| ---------------------- | ---- |
| 匈牙利（四十強串流榜） | 85   |

## 認證
| 地區                           | 认证 | 认证单位/销量 |
| ------------------------------ | ---- | ------------- |
| 澳大利亚（澳大利亚唱片业协会） | 金   | 35,000‡       |
| 丹麦（國際唱片業協會丹麥分會） | 白金 | 90,000‡       |
| 挪威（國際唱片業協會挪威分会） | 金   | 30,000‡       |
| 英国（英国唱片业协会）         | 白金 | 780,000       |
| ‡僅含認證的+實際銷量           |      |               |

## 電台與發行歷史
| 地區   | 日期           | 形式                   | 廠牌     | 產品目錄號   | 資料來源 |
| ------ | -------------- | ---------------------- | -------- | ------------ | -------- |
| 美國   | 2013年11月5日  | 成人當代電台           | RCA      | 不適用       | [ 9 ]    |
| 英國   | 2013年11月22日 | 線上下載－單曲         | RCA      | GBCTA1300103 | [ 10 ]   |
| 美國   | 2013年12月9日  | 線上下載－單曲         | RCA      | GBCTA1300103 | [ 10 ]   |
| 澳洲   | 2013年12月17日 | 線上下載－重混迷你專輯 | 索尼音樂 | 886444405676 | [ 11 ]   |
| 奧地利 | 2013年12月17日 | 線上下載－重混迷你專輯 | 哥伦比亚 | 886444405676 | [ 11 ]   |
| 德國   | 2013年12月17日 | 線上下載－重混迷你專輯 | 哥伦比亚 | 886444405676 | [ 11 ]   |
| 英國   | 2013年12月17日 | 線上下載－重混迷你專輯 | RCA      | 886444405676 | [ 11 ]   |
| 美國   | 2013年12月17日 | 線上下載－重混迷你專輯 | RCA      | 886444405676 | [ 11 ]   |

## 資料來源
1. 1 2 3 4  
Clarkson, Kelly; Kurstin, Greg.  (sheet music). Musicnotes.com. EMI April Music. 2013  [2013-10-29].
2. ↑  Willman, Chris. . Variety. 2021-12-09  [2022-07-21]. （原始内容存档于2022-01-25）.
3. 1 2 3 4 5 6  Fox, Marisa. . Billboard. Vol. 125 no. 41 (Prometheus Global Media).   [2013-10-29]. （原始内容存档于2022-12-17）.
4. 1 2  
 (booklet). Kelly Clarkson. RCA Records. 2013. 88883-77623-2.
5. ↑  
Newman, Melinda. . HitFix. HitFix, Inc. 2013-10-28  [2013-10-29]. （原始内容存档于2014-01-09）.
6. 1 2  
Vinson, Christina. . Taste of Country（英语：Taste of Country）. Townsquare Media（英语：Townsquare Media）. 2013-10-18  [2013-10-29]. （原始内容存档于2013-10-20）.
7. 1 2 3  
Williott, Carl. . Idolator（英语：Idolator (website)）. Spin Media（英语：MRC (company)）. 2013-10-18  [2013-10-29]. （原始内容存档于2013-11-05）.
8. ↑  
. Digital Spy (United Kingdom: Hearst Corporation). 2013-10-18  [2013-10-29]. （原始内容存档于2013-10-19）.
9. 1 2  . Radio & Records（英语：Radio & Records）. Radio & Records, Inc. 2013-10-28  [2013-10-29]. （原始内容存档于2013-11-04）.
10. 1 2 3  "Underneath the Tree" was released as a digital download in these countries:
  - United Kingdom: . iTunes Store. United Kingdom: Apple, Inc. 2013-11-22  [2013-11-26]. （原始内容存档于2018-11-16）.
  - United States: . iTunes Store. United States: Apple, Inc. 2013-12-09  [2013-12-13]. （原始内容存档于2018-11-16）.
11. 1 2 3  "Underneath the Tree" (Remixes) was released as a digital EP in these countries:
  - Australia: . iTunes Store. Australia: Apple, Inc. 2013-12-17  [2013-12-24]. （原始内容存档于2018-11-16）.
  - Austria: . iTunes Store. Austria: Apple, Inc. 2013-12-17  [2013-12-24]. （原始内容存档于2018-11-16）.
  - Germany: . iTunes Store. Germany: Apple, Inc. 2013-12-17  [2013-12-24]. （原始内容存档于2018-11-16）.
  - United Kingdom: . iTunes Store. United Kingdom: Apple, Inc. 2013-12-17  [2013-12-24]. （原始内容存档于2014-04-19）.
  - United States: . iTunes Store. United Kingdom: Apple, Inc. 2013-12-17  [2013-12-24]. （原始内容存档于2014-04-19）.
12. ↑  
Wood, Mikael. . Los Angeles Times. 2013-10-18  [2013-10-29]. （原始内容存档于2013-11-09）.
13. ↑  
Rodman, Sarah. . The Boston Globe. 2013-10-28  [2013-10-29]. （原始内容存档于2013-10-29）.
14. ↑  
Hampp, Andrew. . Billboard. Vol. 125 no. 41 (Prometheus Global Media). 2013-10-22  [2013-10-29]. （原始内容存档于2013-10-22）.
15. ↑  
Rubenstein, Jenna Hally. . MTV. Viacom Media Networks. 2013-10-18  [2013-10-29]. （原始内容存档于2013-10-20）.
16. ↑  
Cinquemani, Sal. . Slant Magazine. 2013-10-23  [2013-10-29]. （原始内容存档于2013-10-29）.
17. ↑  
Montgomery, Hugh. . The Independent (Independent Print Limited). 2013-11-24  [2013-11-28]. （原始内容存档于2013-12-20）.
18. ↑  . Billboard.   [2013-11-07]. （原始内容存档于2022-12-13）.
19. 1 2  
Bronson, Fred. . The Hollywood Reporter. Prometheus Global Media. 2013-12-22  [2013-12-24]. （原始内容存档于2014-03-22）.
20. ↑  
Trust, Gary. . Billboard (Prometheus Global Media). 2013-11-18  [2013-11-19]. （原始内容存档于2014-03-22）.
21. ↑  
Trust, Gary. . Billboard (Prometheus Global Media). 2013-12-02  [2013-12-03]. （原始内容存档于2014-02-01）.
22. 1 2  . Billboard.   [2013-12-06]. （原始内容存档于2022-12-17）.
23. ↑  
Grein, Paul. . Yahoo! Music（英语：Yahoo! Music） (Yahoo! Inc.（英语：Yahoo! Inc. (1995–2017)）). 2013-12-11  [2013-12-16]. （原始内容存档于2013-12-16）.
24. ↑  
Grein, Paul. . Yahoo! Music (Yahoo! Inc.). 2013-12-27  [2014-03-22]. （原始内容存档于2013-12-29）.
25. ↑  . Billboard (新闻稿). 2019-01-05  [2018-10-12]. （原始内容存档于2020-01-02）.
26. ↑  . Billboard.   [2020-12-10]. （原始内容存档于2019-12-10）.
27. ↑  . Billboard (Prometheus Global Media).   [2013-12-24]. （原始内容存档于2013-12-14）.
28. ↑  . Billboard (Prometheus Global Media).   [2013-12-24]. （原始内容存档于2013-12-21）.
29. ↑  . Official Charts Company.   [2013-12-08]. （原始内容存档于2013-12-01）.
30. ↑  . Official Charts Company.   [2013-12-24]. （原始内容存档于2016-09-08）.
31. ↑  Copsey, Rob. . Official Charts Company. 2019-12-27  [2019-12-29]. （原始内容存档于2019-12-27）.
32. 1 2  . Music Week. Intent Media. 2021-10-01  [2012-09-19]. （原始内容存档于2022-10-07）.
33. ↑  . Ö3 Austria (Hung Medien). 2018-01-05  [2018-10-12]. （原始内容存档于2022-12-17）.
34. 1 2  
. Mega Top 50.   [2013-12-16]. （原始内容存档于2013-12-16）.
35. ↑  
. Mega Top 50.   [2013-12-16]. （原始内容存档于2013-12-31）.
36. ↑  
. MegaCharts.   [2013-12-16]. （原始内容存档于2013-12-24）.
37. ↑  
. MegaCharts.   [2013-12-28]. （原始内容存档于2013-12-31）.
38. 1 2  
. Stichting Nederlandse Top 40.   [2013-12-28]. （原始内容存档于2014-03-22）.
39. 1 2  . Gaon.   [2021-12-30]. （原始内容存档于2022-05-17）.
40. ↑  . Billboard (Prometheus Global Media).   [2014-03-22]. （原始内容存档于2014-12-14）.
41. ↑  . Billboard (Prometheus Global Media).   [2014-03-22]. （原始内容存档于2014-12-14）.
42. ↑  . MusikWoche（德语：MusikWoche）. 2017-12-31  [2018-10-12]. （原始内容存档于2022-12-17）.
43. ↑  . Irish Recorded Music Association. 2017-12-29  [2017-12-30]. （原始内容存档于2017-08-22）.
44. ↑  . Schweizer Hitparade (Hung Medien). 2017-12-29  [2018-10-12]. （原始内容存档于2022-12-17）.
45. ↑  Ryan, Gavin. . Noise11（英语：Paul Cashmere）. 2019-12-27  [2019-12-29]. （原始内容存档于2020-04-08）.
46. 1 2  
. The Huffington Post (AOL). 2013-10-28  [2013-08-20]. （原始内容存档于2014-03-22）.
47. ↑  
Lansky, Sam. . Idolator. Spin Media. 2013-10-28  [2013-10-29]. （原始内容存档于2013-11-05）.
48. ↑  . Internet Movie Database.   [2013-12-04]. （原始内容存档于2022-12-17）.
49. ↑  
Lansky, Sam. . Idolator. Spin Media. 2013-12-03  [2013-12-04]. （原始内容存档于2013-12-03）.
50. ↑  
Dawn, Randee. . Today (NBCUniversal). 2013-11-25  [2013-11-26]. （原始内容存档于2014-01-22）.
51. ↑  
Ihnat, Gwen. . The A.V. Club. The Onion, Inc. 2013-12-12  [2013-12-24]. （原始内容存档于2014-01-22）.
52. ↑  
Bibel, Sara. . TV by the Numbers (Zap2it). 2013-11-27  [2013-11-28]. （原始内容存档于2014-03-22）.
53. ↑  
Nededog, Jethro. . The Wrap (The Wrap News Inc.). 2013-11-27  [2013-11-28]. （原始内容存档于2014-01-21）.
54. ↑  
Williott, Carl. . Idolator. Spin Media. 2013-12-13  [2013-12-24]. （原始内容存档于2013-12-23）.
55. ↑  Dresdale, Andrea. . ABC News. 2016-11-23  [2018-10-11]. （原始内容存档于2022-12-17）.
56. ↑  . IMDb.   [2018-10-11]. （原始内容存档于2022-12-17）.
57. ↑  Alter, Rebecca. . Vulture. 2019-12-24  [2019-12-30]. （原始内容存档于2022-12-25）.
58. ↑  
Mansfield, Brian. . USA Today (Gannett Company). 2013-12-23  [2013-12-24]. （原始内容存档于2014-03-22）.
59. ↑  . ASCAP. 2015-12-14  [2018-10-12]. （原始内容存档于2021-04-23）.
60. ↑   (新闻稿). New York: ASCAP. 2018-12-03  [2019-12-29]. （原始内容存档于2021-05-04）.
61. ↑   (新闻稿). ASCAP. 2019-12-04  [2019-12-29]. （原始内容存档于2021-07-26）.
62. ↑   (新闻稿). Seattle: PlayNetwork. 2015-12-09  [2018-10-12]. （原始内容存档于2022-12-17）.
63. ↑  Currin, Jason Haver. . Pitchfork (Condé Nast). 2017-12-13  [2018-10-11]. （原始内容存档于2022-12-17）.
64. ↑  Ruiz, Michelle. . Vogue. Condé Nast. 2015-12-23  [2019-11-08]. （原始内容存档于2022-11-28）.
65. ↑  Stewart, Allison. . Washington Post. 2014-12-21  [2019-11-08]. （原始内容存档于2022-08-12）.
66. ↑  Ho, Rodney. . The Atlanta Journal-Constitution（英语：The Atlanta Journal-Constitution）. Cox Enterprises（英语：Cox Enterprises）. 2019-12-27  [2019-12-29]. （原始内容存档于2022-12-17）.
67. ↑  Unterberger, Andrew. . Billboard. 2017-12-01  [2019-11-08]. （原始内容存档于2021-10-22）.
68. ↑  Trust, Gary. . Billboard. 2019-12-02  [2019-12-29]. （原始内容存档于2021-01-27）.
69. ↑  Kopf, Dan. . Quartz. 2019-12-25  [2019-12-29]. （原始内容存档于2019-12-29）.
70. ↑  Kritselis, Alex. . Bustle（英语：Bustle (magazine)）. 2015-11-18  [2019-12-29]. （原始内容存档于2022-12-09）.
71. ↑  Thomas, Leah. . Cosmopolitan. Hearst Communications. 2018-11-29  [2019-12-29]. （原始内容存档于2022-12-21）.
72. ↑  Woodcock, Zara. . Metro. DMG Media（英语：DMG Media）. 2019-12-24  [2019-12-29]. （原始内容存档于2022-12-22）.
73. ↑  Jeon, Adela. . The Varsity（英语：The Varsity (newspaper)）. 2019-12-01  [2019-12-29]. （原始内容存档于2022-12-17）.
74. ↑  
Janes, Deanna. . O, The Oprah Magazine（英语：O, The Oprah Magazine）. Hearst Communications. 2019-09-23  [2019-12-29].
75. ↑  Aronson, Alex. . Redbook（英语：Redbook）. Hearst Communications. 2019-12-12  [2019-12-29]. （原始内容存档于2022-12-17）.
76. ↑  Okosun, Elizabeth; Ocampo, Josh. . Men's Health. Hearst. 2020-12-16  [2021-07-01]. （原始内容存档于2022-12-17）.
77. ↑  Labianca, Juliana. . Good Housekeeping（英语：Good Housekeeping）. Hearst Communications. 2019-11-14  [2019-12-29]. （原始内容存档于2022-12-16）.
78. ↑  . Country Living（英语：Country Living）. Hearst Communications. 2019-12-12  [2019-12-29]. （原始内容存档于2019-12-29）.
79. ↑  . Time Out. 2019-12-04  [2019-12-29]. （原始内容存档于2021-08-18）.
80. ↑  . Australian Recording Industry Association. 2022-01-03  [2021-12-31]. （原始内容存档于2022-12-17）.
81. ↑  "Austriancharts.at – Kelly Clarkson – Underneath the Tree". Ö3 Austria Top 40.   （德語）.
82. ↑  "Ultratop.be – Kelly Clarkson – Underneath the Tree". Ultratip.    （荷蘭語）.
83. ↑  . Ultratop50.   [2019-12-28]. （原始内容存档于2022-12-31）.
84. ↑  "Kelly Clarkson Chart History (Canadian Hot 100)". Billboard.  [2020-12-28].（英語）.
85. ↑  "Kelly Clarkson Chart History (Canada AC)". Billboard.  2013-12-28.（英語）.
86. ↑  "Kelly Clarkson Chart History (Canada Hot AC)". Billboard.  [2013-12-28].（英語）.
87. ↑  Kelly Clarkson — Underneath the Tree. TopHit.  [2021-11-03].（英語）.
88. ↑  "ČNS IFPI". Hitparáda – Digital Top 100 Oficiální. ČNS IFPI. 注：输入202052,53检索.  （捷克語）.
89. ↑  "Danishcharts.com – Kelly Clarkson – Underneath the Tree". Hitlisten.  （丹麥語）.
90. ↑  . SNEP. 2021-12-31  [2022-01-04]. （原始内容存档于2023-01-10）.
91. ↑  "Kelly Clarkson – Underneath the Tree". GfK Entertainment charts.  Retrieved 2021-12-30.  （德語）.
92. ↑  "Kelly Clarkson – Chart history". Billboard.  Retrieved 2020-12-28. （英語）.
93. ↑  . IFPI Greece.   [2021-01-05]. （原始内容存档于2019-04-17）.
94. ↑  "Archívum – Slágerlisták – MAHASZ". Rádiós Top 40 játszási lista. Magyar Hanglemezkiadók Szövetsége.    （匈牙利語）.
95. ↑  "Archívum – Slágerlisták – MAHASZ". Single Top 40 slágerlista. Magyar Hanglemezkiadók Szövetsége.    （匈牙利語）.
96. ↑  "Archívum – Slágerlisták – MAHASZ". Stream Top 40 slágerlista. Magyar Hanglemezkiadók Szövetsége.    （匈牙利語）.
97. ↑  "Official Irish Singles Chart Top 50". Official Charts Company.  （英語）.
98. ↑  "Italiancharts.com – Kelly Clarkson – Underneath the Tree". Top Digital Download.  （英語）.
99. ↑  "Kelly Clarkson Chart History (Japan Hot 100)". Billboard.  [2013-12-28].（英語）.
100. ↑  . LAIPA.   [2019-11-28]. （原始内容存档于2019-10-10）.
101. ↑  . AGATA. 2020-12-18  [2020-12-21]. （原始内容存档于2022-12-17）.
102. ↑   "Nederlandse Top 40 – week 52, 2013". Dutch Top 40  .
103. ↑  "Dutchcharts.nl – Kelly Clarkson – Underneath the Tree". Single Top 100.  （荷蘭語）.
104. ↑  "Norwegiancharts.com – Kelly Clarkson – Underneath the Tree". VG-lista.  （挪威語）.
105. ↑  "Listy bestsellerów, wyróżnienia :: Związek Producentów Audio-Video". Polish Airplay Top 100.  （英語）.
106. ↑  "Portuguesecharts.com – Kelly Clarkson – Underneath the Tree". AFP Top 100 Singles.  （英語）.
107. ↑  "Official Scottish Singles Sales Chart Top 100". Official Charts Company.  （英語）.
108. ↑  "ČNS IFPI". Hitparáda – Singles Digital Top 100 Oficiálna. ČNS IFPI. 注：选择“SK - SINGLES DIGITAL - TOP 100”，输入202052,53检索.  （捷克語）.
109. ↑  . The Official South African Charts. Recording Industry of South Africa.   [2022-01-14]. （原始内容存档于2022-01-11）.
110. ↑  "Spanishcharts.com – Kelly Clarkson – Underneath the Tree" Canciones Top 50.  （英語）.
111. ↑  "Swedishcharts.com – Kelly Clarkson – Underneath the Tree". Singles Top 100.  （英語）.
112. ↑  "Swisscharts.com – Kelly Clarkson – Underneath the Tree". Swiss Singles Chart.  （英語）.
113. ↑  "Official Singles Chart Top 100". Official Charts Company.  （英語）.
114. ↑  "Kelly Clarkson Chart History (Hot 100)". Billboard.  [2020-12-28].（英語）.
115. ↑   "Kelly Clarkson Chart History (Adult Contemporary)". Billboard.  [2013-11-26].（英語）.
116. ↑  . Billboard.   [2020-04-22].[]
117. ↑  . Rolling Stone. 2020-12-31  [2020-12-28]. （原始内容存档于2021-01-07）.
118. ↑  
. Stichting Nederlandse Top 40. （原始内容存档于2014-01-02）.
119. ↑  
. GAON.   [2014-04-01]. （原始内容存档于2014-03-06）.
120. ↑  
. Stichting Nederlandse Top 40. （原始内容存档于2015-08-13）.
121. ↑  
. Billboard (Prometheus Global Media).   [2014-12-10]. （原始内容存档于2014-12-09）.
122. ↑  . Mahasz.   [2022-03-07]. （原始内容存档于2021-02-07）.
123. ↑   (PDF). Australian Recording Industry Association.   [2020-12-26] （英语）.
124. ↑  . IFPI Danmark.   [2021-12-14] （丹麦语）. 浏览下方到2021的列表获取认证。
125. ↑  . IFPI Norway.   [2020-12-04] （挪威语）.
126. ↑  . British Phonographic Industry.   [2020-12-11] （英语）.